# グランドホテル

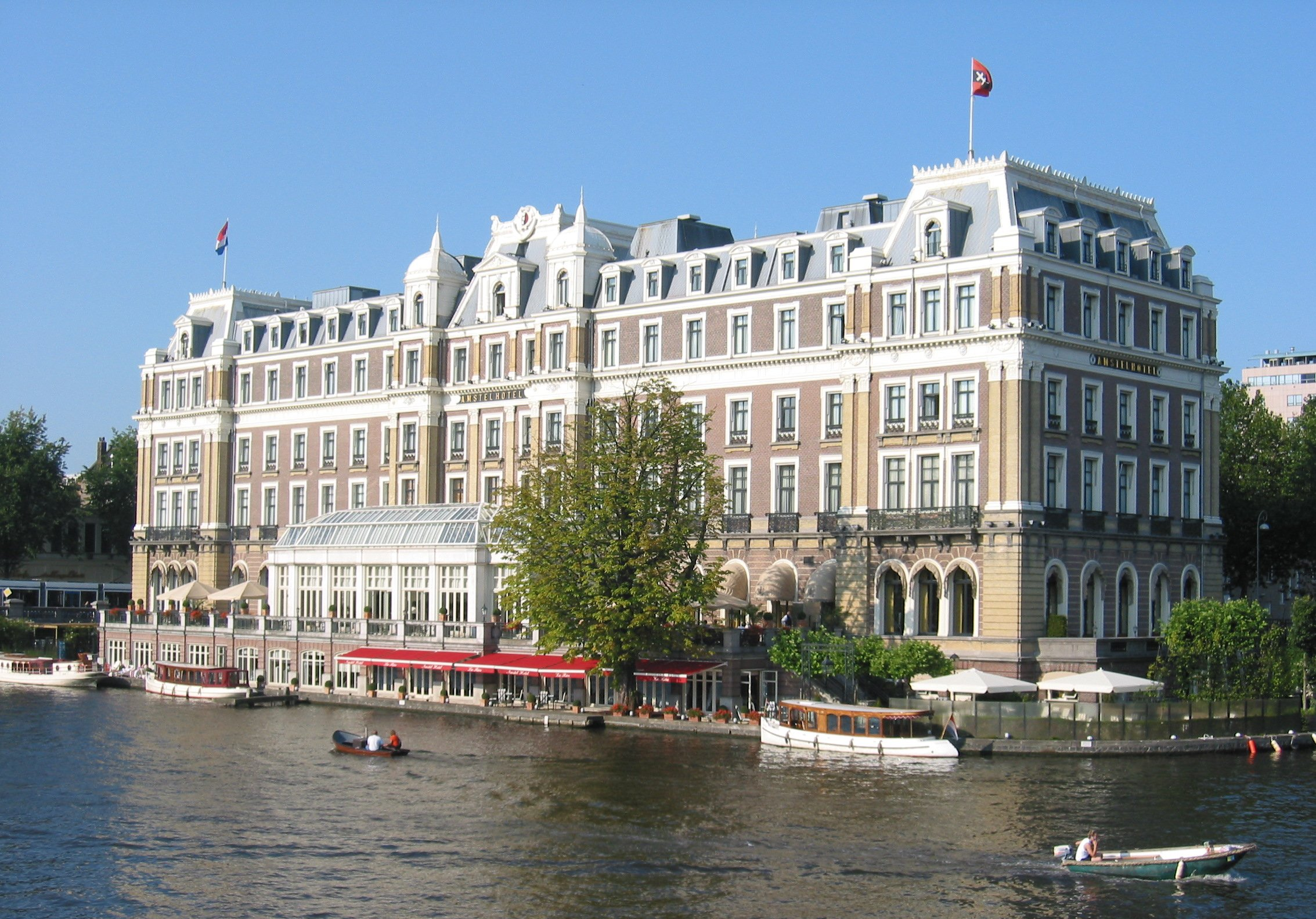
アムステルダムのグランドホテル

グランドホテル（Grand Hotel）とは、ホテルの名称のひとつである。欧米では規模が大きく、伝統的な建築様式で建てられた高級ホテルに対して用いられる。しかし日本においては、一般クラスの中級ホテルでも「グランドホテル」という名称を用いているものが少なくない。

## 欧米におけるグランドホテル
ヨーロッパにおいては古くから社交界が発達していた。社交界でのパーティーに出席する貴族階級が集まり、夜を明かす場として、荘厳な建築物がいくつも建設された。やがてそれらの建物は「グランドホテル」として、各国の王室をはじめ、貴族階級が宿泊するための施設となっていった。また、アメリカ合衆国にもこうしたヨーロッパ式のグランドホテルが持ちこまれた。そのいくつかは現在でも残っており、たいていは国の最高級ホテルとして国賓も宿泊する施設になっている。

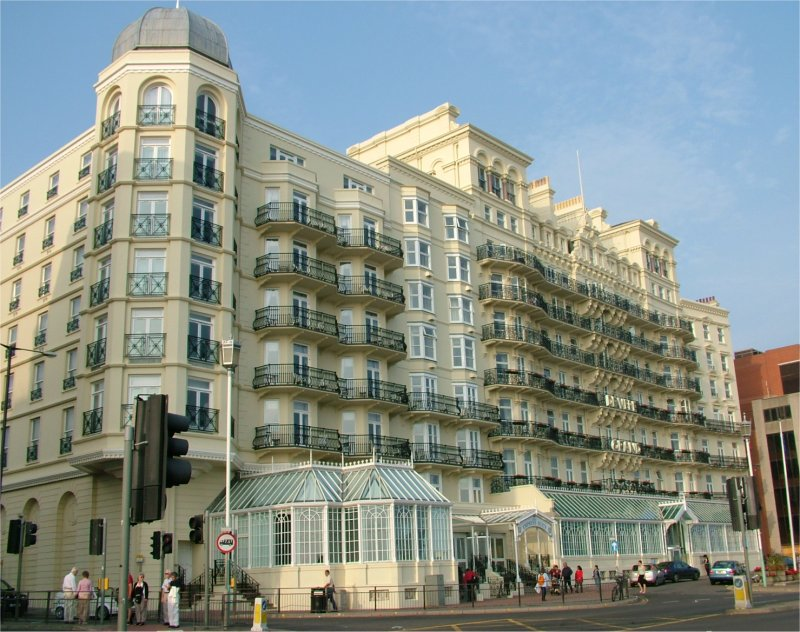
ブライトン・グランドホテル。1984年に爆弾テロに遭った。

その性質ゆえ、グランドホテルは政治的に利用されることもあった。1870年に建てられたオーストリアの首都ウィーンのグランドホテルは、1945年から1955年までソビエト連邦軍の駐留施設として使われた。テロリストの攻撃対象となることもあった。1984年にはIRA暫定派がイングランド南東部、ブライトンのグランドホテルで時限爆弾を用いたテロを行なった。また、歴史的に重要な会議が開かれることもあった。1944年には、アメリカ合衆国ニューハンプシャー州北部のリゾート地ブレトン・ウッズに立地するグランドホテル、マウント・ワシントン・ホテルで連合国通貨金融会議が開かれ、ブレトン・ウッズ協定が締結された。
しかし20世紀後半に入ると旅行が大衆化し、安いチェーン系ホテルやモーテルが幅を利かせるようになった。その流れの中で、廃業に追い込まれたグランドホテルも少なくない。

## 日本におけるグランドホテル

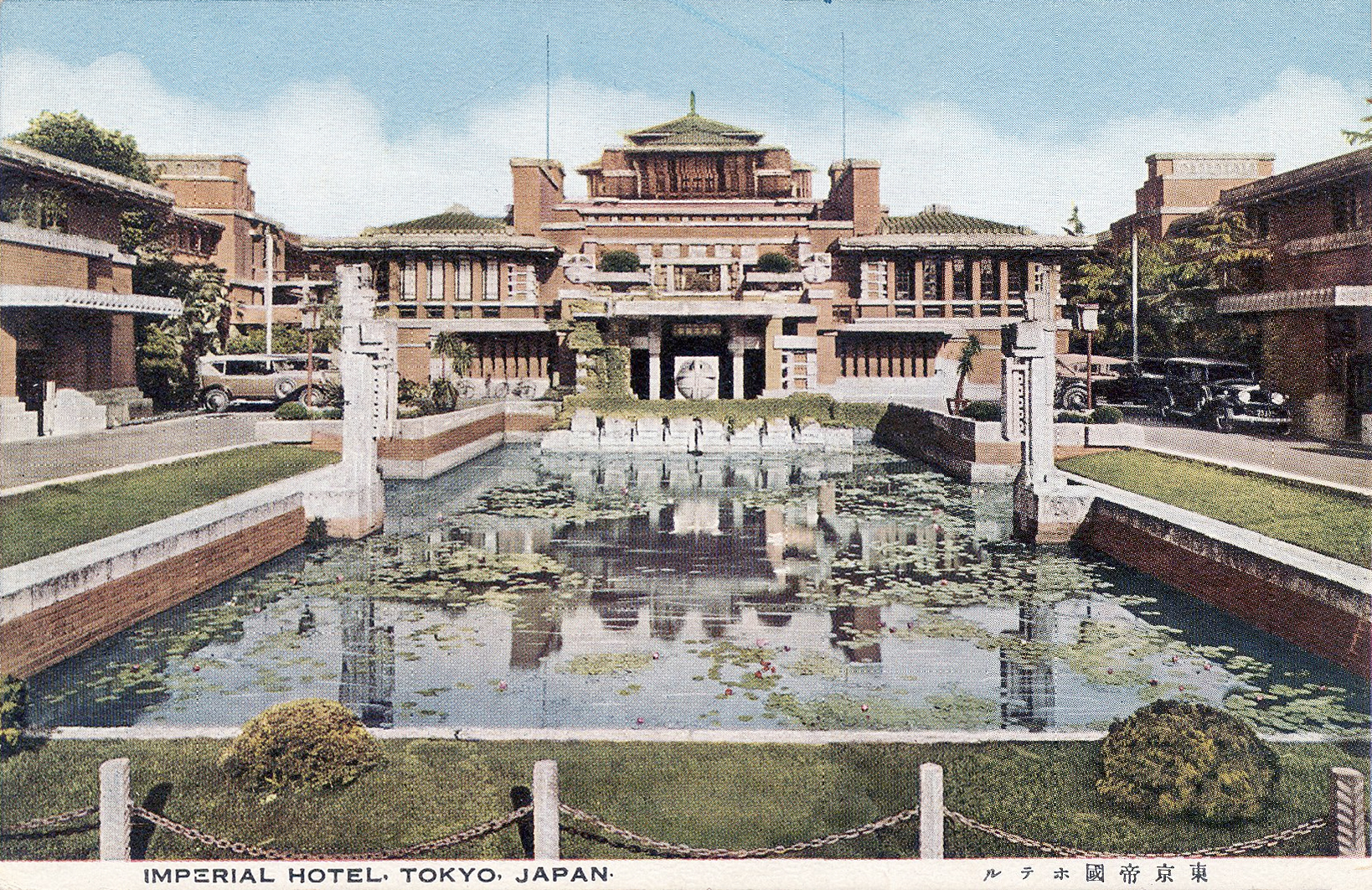
帝国ホテルライト館（1923〜68）
現在は博物館明治村に玄関部分が移築されている

日本においては、上流階級は政治の中心地にとどまることが多く、また来客を屋敷の中に泊めさせたため、欧米に見られるようなグランドホテルは発達しなかった。江戸時代に入ると街道が整備され、大名などは宿場町の本陣に宿泊した。欧米的なグランドホテルが建設されたのは明治時代以降のことであった。
欧米におけるグランドホテル的な位置付けの日本のホテルとしては、1890年に開業し、現在も東京都千代田区で最高級ホテルとして営業している帝国ホテルなどの例が挙げられる。しかし欧米とは異なり、日本には「グランドホテル」と名乗っているホテルでも実際は一般クラスの中級ホテルであるというものが多い。

## 文化的影響
グランドホテルは文芸・芸術作品にも多数登場した。
1929年にヴィッキー・バウムが『ホテルの人びと』という小説および戯曲を書き上げると、エドマンド・グールディングはこの小説を題材とし、1932年に映画「グランド・ホテル」を制作した。その年、グレタ・ガルボ主演のこの作品はアカデミー賞最優秀作品賞に選ばれた。
1973年にはイギリスのプログレッシブ・ロック・バンド、プロコル・ハルムが「グランド・ホテル」というタイトルのアルバムを発表した。
1980年には米国ミシガン州マキノー島のグランドホテルを舞台とした映画「ある日どこかで」（原作リチャード・マシスン）が公開された。
1989年には、前述ヴィッキー・バウム原作の小説と映画を題材としたミュージカル、「グランド・ホテル」が上演（演出・トミー・チューン）。チューンは1993年宝塚歌劇団に招聘され同作を演出（月組公演『グランドホテル』）。宝塚以外でも2006年に日本で上演。
一方、数学の世界では、「グランドホテル」と言えばヒルバートのグランドホテルの逆説を指す。これはツェルメロ＝フレンケルの公理系や可算無限集合を扱った数学的逆説で、部屋数が無限にあるグランドホテルを仮定し、「満室」＝「これ以上客を泊められない」ではない、とするものである。